# فیلیپ کروشلین
فیلیپ کروشلین (کرواتی: Filip Krušlin؛ زادهٔ ۱۸ مارس ۱۹۸۹) بازیکن بسکتبال اهل کرواسی است.
از باشگاه‌هایی که در آن بازی کرده‌است می‌توان به سیبونا زاگرب و باشگاه بسکتبال اسپلیت اشاره کرد.